# Linia kolejowa nr 860
Linia kolejowa nr 860 – pierwszorzędna, w większości dwutorowa i zelektryfikowana linia kolejowa, łącząca rozjazdy numer 3 (rejon TSA) i 105 na stacji Trzebinia.

## Charakterystyka techniczna
Linia w całości jest klasy C3, maksymalny nacisk osi wynosi 221 kN dla lokomotyw oraz 203 kN dla wagonów, a maksymalny nacisk liniowy wynosi 71 kN (na metr bieżący toru). Sieć trakcyjna jest typu C95-C oraz jest przystosowana do maksymalnej prędkości 110 km/h; obciążalność prądowa wynosi od 1150 A, a minimalna odległość między odbierakami prądu wynosi 0 m. Linia wyposażona jest w elektromagnesy samoczynnego hamowania pociągów. Linia podlega pod obszary konstrukcyjne ekspozytur Centrum Zarządzania Linii Kolejowych Sosnowiec oraz Kraków, a także pod Zakład Linii Kolejowych Kraków. Linia dostosowana jest do prędkości 20 km/h, a jej prędkość konstrukcyjna wynosi 60 km/h.